# Ameli II d'Uzès
Ameli II fou bisbe d'Uzès vers 886-915. Un Ameli apareix esmentat en un document o carta datada el desè any del regnat de Lluís (Lluís el Pietós ~823, Lluís III el Cec ~911) per la qual Rainald, germà d'Ameli (identificat com a bisbe d'Uzès), d'acord amb la seva dona Agilburga, donava a la catedral de Sant Teodoret (Saint-Théodorit) d'Uzès unes terres que li pertanyien en propietat plena als comtats d'Agde i d'Uzès (el que demostra l'existència d'un comtat centrat a Uzès al segle IX o començament del X). Entre els béns donats estaven l'església de Saint-Martin de Caux (al comtat d'Agde) amb els seus delmes. Si Rainald era aleshores comte d'Uzès no s'ha pogut determinar.